# Capo Loop
Capo Loop (in inglese Loop Head, in gaelico irlandese Ceann Léime) è un capo collocato sulla sponda settentrionale della foce dello Shannon, nella contea di Clare, Irlanda.
A rendere facilmente riconoscibile il capo, anche da lontano, contribuisce un faro. Il capo opposto, sulla sponda sud, è il capo Kerry. La Shannon Foynes Port gestisce la navigazione sulla foce del fiume.
La piccola penisola su cui si trova il capo Loop ha l'oceano Atlantico da un lato e l'estuario dall'altro, con una sottile striscia di terra di circa un miglio, che la collega alla terra.
Nel 2010 il capo Loop è stata premiato per il crescente turismo sostenibile che lo interessa.